# Demény Ottó (festő)
Demény Ottó (1906-ig Goldschmied, egyes visszaemlékezésekben bujkáláshoz használt álnevén Schiermeister Dávid) (Budapest, 1896. december 12. – Lengyelország, 1919. október) magyar festő, grafikus, háborúellenes aktivista, Demény Pál bátyja.

## Családja
Liberális polgári családból származott, amelynek kiterjedt rokonságához tartozott Jászi Oszkár és Madzsar József családja is. Apai nagyszülei Goldschmied Jakab és Silberberg Ilona voltak. Szülei Goldschmied (1906-tól Demény) Adolf (közéletben Andor) posztókereskedő, tőzsdeügynök és Goldschmied Aranka. Testvérei Demény Pál és Imre voltak.

## Életpályája

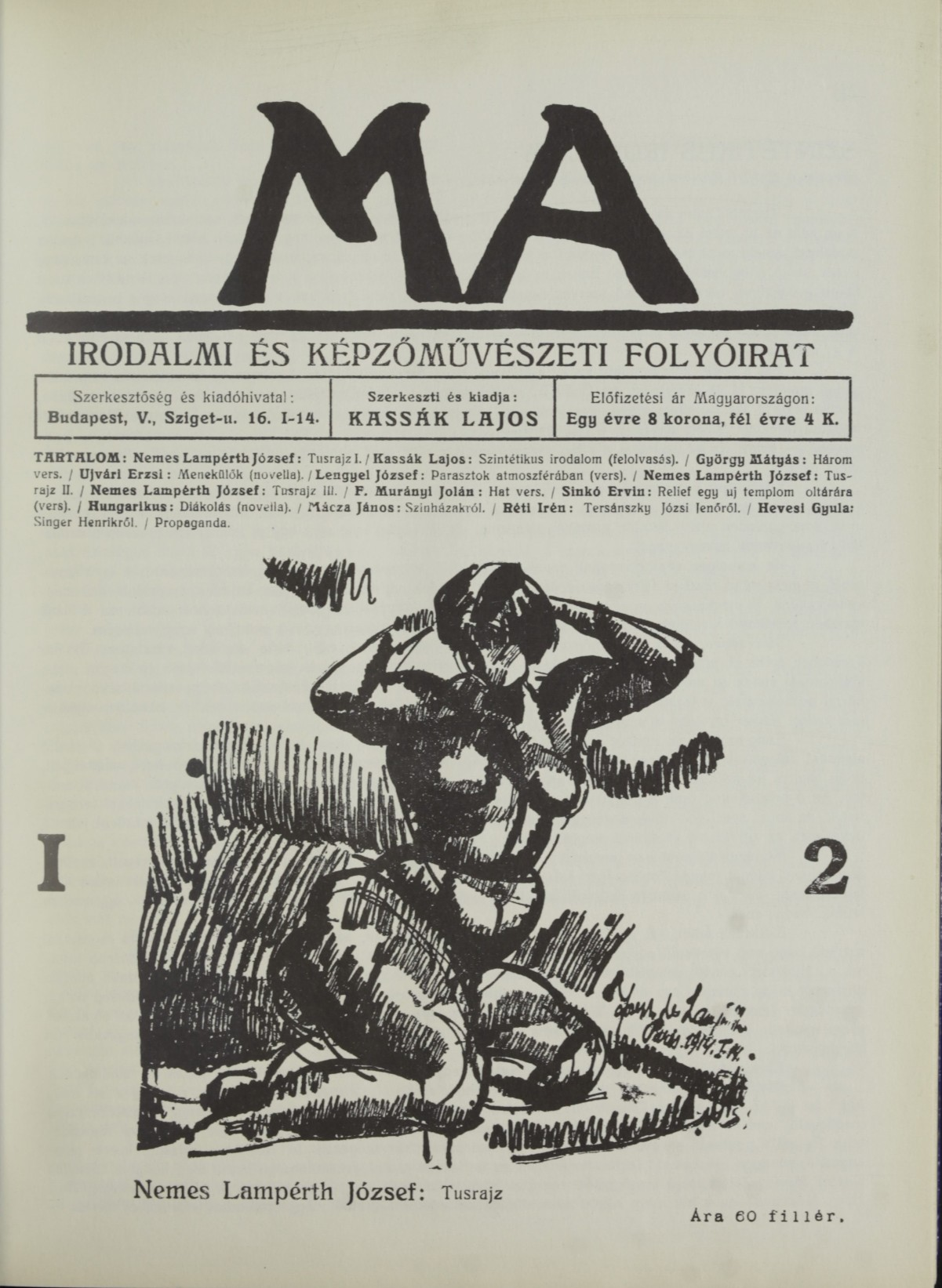
A Ma második számának címlapja Nemes-Lampérth József tusrajzával (1916)

A reáliskolát abbahagyta, és egy műbútor-asztalosnál készített terveket, majd 1916-tól a Budapesti Képzőművészeti Akadémia hallgatója lett. Perlrott-Csaba Vilmosnál tanult Iványi-Grünwald Béla kecskeméti művésztelepén. Demény Pál visszaemlékezései szerint tanára volt még Iványi és Kernstok Károly is. Kassák Lajos körének is tagja volt, ő tervezte Kassák Ma című művészeti folyóiratának és a laphoz kapcsolódó néhány más kiadványának címlapját. Az első világháború alatt csatlakozott a Galilei Körből kiinduló háborúellenes mozgalomhoz, a forradalmi szocialistákhoz. Elsősorban olyan személyekkel állt kapcsolatban, mint Szabó Ervin, Duczyńska Ilona, Lengyel József, Sallai Imre, Korvin Ottó és Lékai János. Nem tett eleget a behívóparancsnak, bevonulás helyett katonaszökevényként Schiermeister Dávid álnéven laza illegalitásban élt. Több visszaemlékezésben, korabeli dokumentumban is ezen a néven szerepel. A Magyarországi Tanácsköztársaság alatt a IV. kerületi munkástanács egyik vezetője, egy ideig elnöke volt, a kommün bukása után Moszkvába szeretett volna eljutni, de a polgárháborús frontokon nem tudott átjutni. Harmadik kísérlete során tűnt el.

## Eltűnése, halála
Egyes források szerint Románián keresztül Szovjet-Oroszországba tartva veszett nyoma, ám ez feltehetően saját konspirációs célú közlésén alapult. Valójában Lengyelországon keresztül akart eljutni Moszkvába egy hadifogoly szállítmánnyal, de – Kaganovics beszámolója szerint, aki szintén ezen a vonaton utazott – a szovjet határ közelében lengyel katonákkal keveredett tűzharcba, és eközben vesztette életét.

## Művei
Kevés műve maradt fenn. Mindössze néhány linómetszete és grafikája. Kortársainak többsége, így Kassák se tartotta igazán tehetségesnek, bár pályája legelején halt meg.

## Emlékezete
Szokatlan aktivitása miatt sok korabeli művész, galileista, háborúellenes aktivista, forradalmi szocialista, kommunista visszaemlékezéseiben jelenik meg.